# Ашит (река)
Ашит (тат. Ашыт, луговомар. Ошыт) — река в республиках Татарстан и Марий Эл, левый приток Илети (бассейн Волги). Устье расположено в 110 км от устья Илети.
Высота истока — 152,3 м над уровнем моря.
Исток Ашита расположен в Арском районе: между деревнями Ашитбаш и Новым Кырлаем. Река протекает в основном по территории Татарстана (кроме Арского течёт по территории Атнинского и Высокогорского районов), но перед устьем заходит на территорию Марий Эл (Волжский район) около деревни Новый Карамас, где впадает в Илеть. Длина реки — 89 км, площадь водосборного бассейна насчитывает 1065 км². Питание снеговое и дождевое. На большем своем протяжении пойма реки частично заболочена. Русло Ашита очень извилистое. Из-за вырубок лесов — бассейн реки Ашит почти полностью находится в полях, что делает весеннее половодье быстрым и мощным.

## Притоки
- 20 км: река Илинка (в водном реестре — река без названия, у Алатского спиртзавода, правый)
- 46 км: река Уртемка (в водном реестре — река без названия, у с. Айшияза, правый)
- река Атня, левый
- 61 км: река Семит, левый
- 63 км: река Шаши (в водном реестре — река без названия, у с. Нижние Шаши, правый)
- 72 км: река Ура (в водном реестре — река без названия, у с. Стар. Изюма, правый)
- река Пичментау, правый
- река Куик, правый
- река Бужна, правый

## Данные водного реестра
По данным государственного водного реестра России относится к Верхневолжскому бассейновому округу, водохозяйственный участок реки — Волга от Чебоксарского гидроузла до города Казань, без рек Свияга и Цивиль, речной подбассейн реки — Волга от впадения Оки до Куйбышевского водохранилища (без бассейна Суры). Речной бассейн реки — (Верхняя) Волга до Куйбышевского водохранилища (без бассейна Оки).
Код объекта в государственном водном реестре — 08010400712112100001678.